# 獨行俠 (2003年電影)
《独行侠》（英語：The Lone Ranger）讲述了主人公在几年中成为了一个传奇的故事。故事发生在卢克哈特曼，一个20岁的波士顿法学院学生谁见证了他的哥哥，一个德州骑警被谋杀。他自己在混乱之中受了伤，幸运的是由阿帕奇托恩托救出......之后，在托恩托妹妹Alope的激励下，他将他的生命用来为哥哥报仇，与不公正的社会战斗，并在这个过程中成为了一个世界性的传奇人物。

## 演员
- 查德·麥可·莫瑞饰演獨行俠
- 纳森尼尔·阿坎德（英语：Nathaniel Arcand）饰演湯頭